# Лемешко Олександр Віталійович
Лемешко Олександр Віталійович (нар. 12 грудня 1972, м. Ржев Калінін, РРФСР) — український науковець у галузі інфокомунікацій, завідувач кафедри інфокомунікаційної інженерії ім. В. В. ПоповськогоХарківського національного університету радіоелектроніки, головний редактор електронного фахового журналу «Проблеми телекомунікацій», доктор технічних наук, професор.

## Біографія
Олександр Лемешко народився 12 грудня 1972 у місті Ржев Калінін, РРФСР, нині Тверська область Російської Федерації.
У 1994 році він закінчив Харківський військовий університет і отримав диплом за спеціальністю «Автоматизовані системи управління».
У період з 1995 по 1998 роки —  ад'юнкт Харківського інституту льотчиків ВПС.
Після захисту кандидатської дисертації у 1999 році працював на кафедрі бойового застосування АСУ авіацією Харківського університету повітряних сил імені Івана Кожедуба.
З 2001 по 2004 роки був докторантом Харківського університету повітряних сил імені Івана Кожедуба, а у 2005 році — отримав науковий ступінь доктора технічний наук (спеціальність «Телекомунікаційні системи та мережі»).
У 2004 році Олександр Лемешко почав працювати на посаді доцента кафедри бойового застосування АСУ авіацією Харківського університету повітряних сил імені Івана Кожедуба.
З 2009 року і до сьогодні працює професором, а з середини 2018 року — завідувачем кафедри інфокомунікаційної інженерії ім. В. В. Поповського (у минулому телекомунікаційних систем) Харківського національного університету радіоелектроніки.

## Наукові інтереси
Головними сферами інтересів Олександра Лемешка є:
- управління трафіком[1];
- оптимізація та якість обслуговування в інфокомунікаціях[1];
- бездротові мережі 4G[1];
- ієрархічна і відмовостійка маршрутизація[1];
- мережна безпека[1].

Він є головою спеціалізованої вченої ради із захисту дисертацій у Харківському національному університеті радіоелектроніки. Також, Олександр Лемешко обіймає посаду заступника головного редактора електронного фахового журналу «Проблеми телекомунікацій»,входить до складу редколегії журналів: Всеукраїнський міжвідомчий науково-технічний збірник «Радіотехніка», Вісник Національного університету «Львівська політехніка», серія «Радіоелектроніка та телекомунікації», «Сучасний стан наукових досліджень та технологій в промисловості».
Підготував 4 докторів наук (С. В. Гаркуша, О. Ю. Євсєєва, О. С. Єременко, М.О. Євдокименко) та 17 кандидатів наук.
Він бере активну участь у науково-дослідних роботах, у тому числі як відповідальний виконавець, а також є членом організаційних комітетів декількох наукових конференцій.
Науково-дослідні проекти:
- Методи проектування телекомунікаційних мереж NGN та управління їх ресурсами (2010);
- Методи підвищення продуктивності безпроводових мереж наступного покоління" (2012)[2];
- Підвищення масштабованості технологічних рішень щодо забезпечення якості обслуговування в конвергентних телекомунікаційних системах (2016);
- НИТКА–3 (2017)[6][2].

Участь в організаційних комітетах IEEE конференцій:
- Problems of Infocommunications Science and Technology (PIC S&T)[12];
- Modern Problems of Radio Engineering, Telecommunications and Computer Science. Proceedings of the international Conference (TCSET)[13];
- Advanced Information And Communication Technologies (AICT)[14];
- Information and Telecommunication Technologies and Radio Electronics (UkrMiCo)[15].

## Творчий доробок
Олександр Лемешко автор понад 300 публікацій, 1 міжнародного сертифікату у галузі кібербезпеки та 18 патентів, 4 підручника та 8 навчальних посібників.

## Нагороди
- медаль «15 років Збройним Силам України» (2006);
- медаль «За сумлінну службу» ІІ ступеня (2006);
- стипендія Харківської обласної державної адміністрації імені академіка Георгія Федоровича Проскури (2003);
- переможець конкурсу «Вища школа Харківщини — кращі імена» в номінації «Молодий науковець» (2006)[6][2].